# Hermannia gladiata
Hermannia gladiata är en kvalsterart som först beskrevs av Aoki 1965.  Hermannia gladiata ingår i släktet Hermannia och familjen Hermanniidae. Inga underarter finns listade i Catalogue of Life.